# Distrikt Mpigi
Mpigi ist ein Distrikt in Zentraluganda. Wie die meisten anderen ugandischen Distrikte ist er nach seiner gleichnamigen Hauptstadt Mpigi benannt.

## Geografie
Der Distrikt Mpigi grenzt im Norden und Osten an den Distrikt Wakiso, im Süden an den Distrikt Kalangala, im Südwesten an den Distrikt Kalungu, im Westen an den Distrikt Butambala und im Nordwesten an den Distrikt Mityana. Die Stadt Mpigi, in der sich das Distriktshauptquartier befindet, liegt etwa 37 Kilometer westlich von Kampala, Ugandas Hauptstadt.

## Geschichte und Verwaltung
In den 1970er-Jahren umfasste der Distrikt Mpigi die Regionen des Buganda-Königreichs Kyaddondo, Busiro, Mawokota, Butambala und Gomba. Im Jahr 2000 wurden Kyaddondo und Busiro in den Distrikt Wakiso aufgenommen. 2010 trennte sich Gomba vom Distrikt Gomba und Butambala wurde zum Distrikt Butambala. Mawokota blieb der einzige Bestandteil des Bezirks Mpigi. Die Unterbezirke sind:
- Buwama
- Kammengo
- Kiringente
- Kituntu
- Mpigi
- Muduuma
- Nkozi

## Bevölkerungsentwicklung
Im Jahr 1991 wurde die Kreisbevölkerung auf etwa 157.400 Einwohner geschätzt. Die nächste Volkszählung im Jahr 2002 schätzte die Bevölkerung des Distrikts auf etwa 187.800 Einwohner, mit einer jährlichen Wachstumsrate von 1,4 %. Im Jahr 2012 wurde die Bevölkerung in dem Distrikt auf etwa 215.500 Einwohner geschätzt. Der Distrikt ist in erster Linie ein ländlicher Bezirk, nur 8,4 % der Bevölkerung leben in städtischen Gebieten.

## Wirtschaft
Die größte wirtschaftliche Aktivität im Distrikt Mpigi ist die Landwirtschaft. Zu den angebauten Produkten gehören: Süßkartoffeln, Bohnen, Maniok, Mais, Bananen, Erdnüsse, Kaffee, Baumwolle, Tomaten, Kohl, Zwiebeln und Avocado.

## Bildung
Der Distrikt hat insgesamt 324 Grundschulen mit 246 staatlichen, 57 privaten und 21 Gemeinschaftsschulen. Er hat 37 weiterführende Schulen; 16 sind von der Regierung, 10 privat und 11 sind Gemeindeschulen.
Der Distrikt hat auch 3 technische Einrichtungen, 3 pädagogische Hochschulen und die Uganda Martyrs University Nkozi.

## Gesundheit
Der Distrikt hat 17 Regierungsapotheken, 13 Gesundheitszentren, 4 private Apotheken und 24 Kliniken. Er hat auch ein Regierungskrankenhaus in Gombe mit 104 Betten und das Krankenhaus Entebbe mit 147 Betten sowie das katholische medizinische Büro Kisubi mit 74 Betten und das Nkozi-Krankenhaus mit 90 Betten.

## Sehenswürdigkeiten
Das Mpanga-Waldreservat liegt eine Autostunde von Kampala entfernt und ist eine der Sehenswürdigkeiten des Distrikts. Viele Naturattraktionen, wie Küsten des Victoriasees, Wälder und Natur- und Kulturstätten, werden nicht touristisch genutzt.